# بيني بي. وليامز
بيني بي. وليامز (بالإنجليزية: Bennie B. Williams)‏ هو مدير فني أمريكي، ولد في 16 يناير 1922 في ستانتون في الولايات المتحدة، وتوفي في 9 سبتمبر 2007 في فورت وورث في الولايات المتحدة.